# Bobette (Bob et Bobette)
Pour les articles homonymes, voir Bobette.
Bobette (ou Wiske en néerlandais) est l'un des personnages principaux de la série de bandes dessinées Bob et Bobette . Son vrai nom est Louise, mais on l'appelle rarement ainsi. Bobette joue également un rôle dans la série de bandes dessinées dérivées Amphoria et les Chroniques d'Amphoria.
Pour le nom originale de Bobette, Wiske, Vandersteen s'est probablement inspiré de l'actrice belge Louisa 'Wieske' Ghijs (1902-1985), de nom officiel Ludovica Ghijs, dont sa mère aurait été une grande fan.
Dans Nathan et Nathalie, il est révélé que la propre fille de Willy Vandersteen, Helena Vandersteen, était le modèle de Bobette
Dans L'espiègle éléphanteau, Bobette se fait appeler Wiskya, une référence à son nom Wiske dans sa langue originale.

## Famille
Bob et Bobette ne sont pas apparentés. Bob a été adopté par tante Sidonie après avoir rencontré Bobette, tante Sidonie et le professeur Barabas sur Amphoria. Bob et Bobette sont depuis devenus inséparables, bien que les meilleurs amis s'affrontent parfois à cause de leurs caractères différents.
Tante Sidonie est la vraie tante de Bobette. Bobette a également un frère aîné, Ricky, qui a disparu de la série après la toute première histoire Ricky et Bobette (1945) et n'est revenu que dans Le prisonnier de Forestov (2003).
Le père Moustache est le grand-père de Bobette et le père de tante Sidonie. On ne sait toujours pas où et qui sont les parents de Ricky et Bobette.
John Roux, qui apparait dans Le loup qui rit, est le cousin de tante Sidonie et par conséquent le grand cousin de Bobette.

## Apparence
Bobette porte généralement un nœud rouge dans ses cheveux blonds et s'habille d'une robe blanche avec une bande rouge en bas. Dans la série Bleue , Bobette, en revanche, a des boucles et semble être un peu plus mature que dans la Série rouge. Dans les toutes premières histoires, Bobette semble quelques années plus jeune.
La tête de Bobette a été décrite comme un œuf. Dans de nombreuses histoires, Bobette, tout comme les autres personnages principaux, porte des vêtements qui correspondent à l'endroit ou à l'époque.
Cependant, après l'arrivée de Paul Geerts en tant que dessinateur, elle est revenue plusieurs fois en chemise et en jean à fin de rendre un côté plus moderne à la bande dessinée. Depuis l'histoire Ambre(1999), elle porte un haut avec une minijupe pour quelques albums, ce qui a causé beaucoup d'agitation parmi les fans. Après de nombreuses histoires, il a été décidé de rendre sa robe blanche et ses chaussures un peu moins modernes, mais le Studio Vandersteen essaiera encore une fois plus tard de moderniser la tenue de Bobette.
Un relooking a été refait en 2017. Bobette a maintenant une robe à la coupe plus serrée avec une double bande rouge et un cardigan bleu dessus. Elle obtient des bottes brunes, une écharpe rouge à la mode et ses cheveux sont plus longs. Bobette, comme la tante Sidonie, développe également des seins  .

## Rôle dans la série
Bobette et sa poupée Fanfreluche sont inséparables.
Bobette a beaucoup de cœur pour la nature. Elle a un grand amour pour les animaux, ce qui devient évident lorsqu'elle ramène à la maison le chien Tobie.  .
Bobette est souvent têtue, en colère et / ou jalouse, mais elle a un cœur en or., Elle joue des seconds rôles importants où sa disparition ou enlèvement est la raison de l'aventure. Elle est donc plus souvent au centre de l'attention que Bob qui est terre-à-terre et bien élevée. Bobette remet souvent les gens à leur place et est contre l'injustice. Si nécessaire, elle peut être très féroce dans sa lutte.
Bobette est réceptif au luxe, à la richesse, au pouvoir ou aux charmes d'un garçon. Elle pose souvent des problèmes aux gens de son environnement quand elle parle trop. D'un autre côté, sa nature curieuse est souvent aussi une aubaine.

## Personnage en dehors de la bande dessinée
- Hellen Huisman fait la voix de Bobette dans la série télévisée Bob et Bobette.
- Femke Stoop a pris le rôle de Bobette dans la comédie musicale Les Chasseurs de fantômes.
- Céline Verbeeck a pris le rôle de Bobette dans Le Diamant sombre .
- Evelien Verhegge a fait la voix de Bobette dans le film d'animation Les Diables du Texas .
- Hanne Ghoos a joué Bobette dans une pièce , Het Meerlaer Mysterie .
- Amaryllis Uitterlinden a fait la voix de Bobette dans la bande audio Anvers et Contre tous, qui a été publiée avec l'album du même nom.
- Bien que les personnages Bob et Bobette  n'apparaissent pas dans la première série de la bande dessinée Jérôme, ils apparaissent dans Les Fabuleux voyages de Jérôme.

## Traductions
Les albums de Bob et Bobette ont été publiés dans de nombreux pays différents. Selon les traductions, le nom original en néerlandais de Bobette, soit Wiske, change.
- Bobette, traduit en anglais dans l'album La Pluie acide.
- Suzy, traduction en anglais.
- Wanda, traduction en anglais.
- Ulla, traduction en allemand.
- Wanda, traduction en allemand.
- Frida, traduction en allemand.
- Vinjo, traduction en espéranto.
- Anu, traduction en finnois.
- Fiffi, traduction en suédois.
- Vikka, traduction en islandais.
- Wieske, traduction en brabançon (nord).

Bobette a conservé son nom d'origine (Wiske) dans les traductions suivantes :
- Anvers
- Drents
- frison
- Limbourgeois

### Documentation
- Christophe Quillien, « Enfants terribles et dames indignes : Bobette », dans Elles, grandes aventurières et femmes fatales de la bande dessinée, Huginn & Muninn, octobre 2014 (ISBN 9782364801851), p. 213.